# Agobardus obscurus
Agobardus obscurus là một loài nhện trong họ Salticidae.
Loài này thuộc chi Agobardus. Agobardus obscurus được Elizabeth Bangs Bryant miêu tả năm 1943.